# Aïcha
Pour les articles homonymes, voir Aïcha (homonymie).
Aïcha (en arabe : عَائِشَة بِنْت أَبِي بَكْر [ʿĀʾisha bint Abī Bakr]), née à La Mecque vers 614, selon la tradition islamique, et morte à Médine vers 678, possiblement le 13 juillet, est la troisième épouse de Mahomet. Fille d'Abou Bakr As-Siddiq et épouse favorite du prophète, elle rapporta de nombreux hadîths consignés par al-Bukhârî.

## Biographie traditionnelle
Aïcha est la fille d'Abou Bakr As-Siddiq. D'après un récit traditionnel, Khawlah, la femme d'Uthman, proposa à Mahomet, peu après la mort de Khadija de se marier soit avec Aïcha, soit avec Sawda bint Sam'a. Mahomet choisit d'épouser les deux. Aicha épouse Mahomet vers 623, mais n'aura pas d'enfant avec lui. D'après la tradition sunnite et pour la majorité des musulmans, Aïcha fut l'épouse préférée de Mahomet,. Ce mariage avait probablement pour but de renforcer les liens avec Abou Bakr.
Durant la vie de Mahomet, elle semble avoir dirigé, avec Hafsa, l'une des deux factions des femmes de Mahomet qui s'opposaient. Néanmoins, son impact politique semble alors limité. Sentant sa mort venir, Mahomet aurait choisi de s'aliter dans la chambre d'Aïcha. Après la mort de Mahomet, alors qu'elle avait environ 18 ans, elle se retrouva interdite de remariage. Elle commença à avoir un rôle politique en s'opposant à Uthman.
Après sa défaite, elle retourne à Médine où, malgré une réconciliation avec Ali, elle perd de son pouvoir politique. Elle meurt en 677-678. Elle aurait transmis 1 210 traditions mais seules 300 d'entre elles ont été intégrées aux ouvrages de Bukhari et de Muslim.

### Mariage avec Mahomet
Selon les sources religieuses sunnites du corpus du hadith, Aïcha avait 6 ou 7 ans quand elle s’est mariée à Mahomet et le mariage ne fut pas consommé avant qu'elle n'atteigne l'âge de 9 ou 10 ans,,,,,, vers 623, date à laquelle Mahomet était âgé de 53 ans. Ibn Hicham écrit dans la biographie de Mahomet qu’elle aurait pu avoir 10 ans lors de la consommation du mariage. Ibn Khallikan, alors qu’Ibn Sa'd al-Baghdadi, citant Hisham ibn Urwah, soutient qu’elle avait 9 ans au mariage et 12 ans lors de leur premier rapport sexuel. Elle est la seule épouse vierge de Mahomet.
L'âge de 9 ans est le seul retenu par la synthèse de l'Encyclopedia of the Qur'an. L'Encyclopédie de l'Islam, quant à elle, considère qu'elle ne pouvait avoir plus de 10 ans, les traditions racontant qu'elle avait emporté ses jeux dans la maison de Mahomet, avec qui elle jouait. L'encyclopédie Universalis établit qu'elle était âgée de neuf ans en 623, et de dix-huit ans, veuve et sans enfant, à la mort de Mahomet.

### L'accusation d'adultère
Plusieurs traditions anciennes évoquent une accusation d'adultère portée contre Aïcha. Ces traditions remonteraient à la fin du Ier siècle de l'islam, ce qui les place parmi les traditions datées les plus anciennes. Donnant une image négative d'Aïcha, elles datent d'une période précédant l'acquisition du statut révérencieux qu'elle obtiendra dans la piété sunnite. Ce récit se trouve à la fois dans les hadiths et dans les vies hagiographiques de Mahomet.
Aïcha aurait accompagné Mahomet lors d'une campagne. S'étant éloignée du camp, elle se serait retrouvée seule dans le désert avant d'être retrouvée par un jeune musulman qui l'aurait raccompagnée jusqu'à Mahomet. Certains ennemis de Mahomet l'accusèrent alors d'adultère.
Dans le monde musulman de l'époque classique, l'interprétation du Coran autour de cet épisode a fait l'objet de débats. Les versets 11 à 20 de la sourate 24 sont associés à cet épisode, sans que cela ne soit explicite. La majorité des musulmans voient dans ce passage une reconnaissance divine de l'innocence d'Aïcha. Si al-Tabari considère qu'il existe un consensus sur le sujet, il ne pouvait néanmoins pas ne pas connaître les interprétations chiites différentes. Pour al-Qummi, cet épisode coranique ne concerne pas Aïcha mais Maryam la Copte, une esclave de Mahomet. « Ces interprétations contradictoires reflètent à la fois l'émergence d'identités religio-politiques contestées et l'importance de l'interprétation pour recréer un passé islamique », Aïcha étant à la fois l'épouse de Mahomet et la fille d'un futur calife. Ce débat souligne les visions contradictoires et le rôle des idéologies dans la construction des récits.

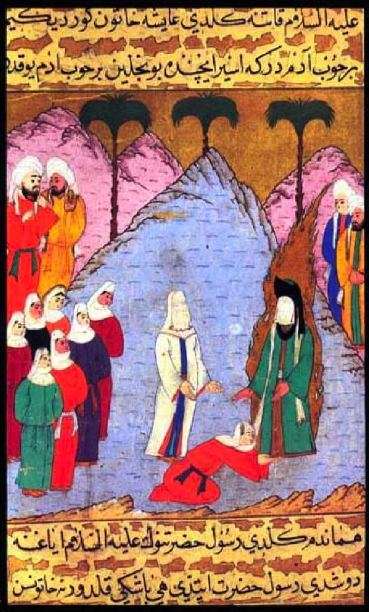
Mahomet et Aïcha délivrant la fille d'un chef tribal (Siyar-i Nabi, XIVe siècle).

### La bataille du chameau
Après l'assassinat du calife Othmân à Médine en 656 par des soldats mutinés, alors qu'Ali, choisi pour lui succéder, tend vers un pardon général, Aïcha, à La Mecque, appelle au châtiment des meurtriers : « Ils ont répandu le sang sacré [du calife], ils ont violé la Ville sacrée [Médine], pris les biens sacrés et ont violé le mois sacré [du pèlerinage] ». Avec Talha ibn Ubayd Allah et Zubayr ibn al-Awwam, deux des premiers compagnons du prophète, elle rassemble une petite armée autour de Bassorah ; ils font exécuter environ 600 hommes compromis dans la mutinerie et, sans appeler à la déposition d'Ali, remettent en cause son autorité. C'est le début de la Grande discorde (Fitna), la première guerre civile entre musulmans : lors de la bataille du chameau qui oppose les partisans d'Ali à ceux du groupe des vengeurs, Aïcha est au milieu de la mêlée, cachée aux regards par un palanquin monté sur un chameau, encourageant de la voix ses alliés. La bataille s'achève quand un guerrier tranche les jarrets du chameau qui s'écroule, provoquant la reddition des partisans d'Aïcha. Celle-ci est ramenée à Bassorah dans la maison de son frère Muhammad Ibn Abî Bakr ; Ali lui reproche d'avoir fait s'entretuer les musulmans et la fait renvoyer à Médine en lui intimant de « rester dans sa demeure ». Cette bataille va faire l'objet de discussions pendant des siècles pour, au regard du Coran et des hadiths, en expliquer le sens.
Sunnites et chiites ont critiqué unanimement la place d'une femme dans la sphère politique. Pour cela, ils se sont appuyés sur le verset 33 de la sourate 33 et sur le devoir des femmes de Mahomet de rester dans leur maison : « À travers l'exemple d'Āisha, toutes les femmes musulmanes ont été averties de ne pas quitter la maison ou de ne pas s'impliquer dans les questions politiques ».

## Statut de Aïcha
Le nom d'Aïcha n'est jamais utilisé dans le Coran. Néanmoins, sa position historique et symbolique pour l'islam et son histoire s'appuie sur le texte coranique. Elle a été l'occasion pour les auteurs musulmans d'interroger des sujets comme celui de la place du genre. Cette figure a permis une réflexion sur la place des femmes et Aicha a servi de modèle idéal. Au delà de sa personne, les débats ont tourné autour des versets coraniques qui lui ont été associés.
Comme les autres épouses de Mahomet, elle porte le titre de « mère des croyants », ce qui lui donne un statut particulier. Plusieurs règles particulières s'appliquent à ces femmes, comme celles de rester dans leur maison, règle appliquée a posteriori par les savants musulmans à toutes les femmes afin de les exclure de la sphère publique.
La seule femme citée par son nom dans le Coran est Maryam (Marie chez les chrétiens). Elle y est décrite comme obéissante, « choisie, pure et préférée au-dessus de toutes les autres femmes de la création ». Aïcha est souvent associée à Maryam même si les sources mettent en avant ses aspects négatifs (accusation d'adultère...) et les différents courants de l'islam se disputent sur des aspects comme sa chasteté ou son obéissance. Elle est associée, dans le chiisme, à la désobéissance de la femme de Lot. Ainsi, la figure de Aïcha conserve une ambivalence dans les écrits musulmans classiques. « Le processus d'idéalisation dans l'histoire islamique ne l'admettra jamais dans le royaume de la perfection », incarné par Maryam et par la femme de Pharaon et auxquelles sont parfois adjointes Khadija et Fatima. Ces quatre femmes sont les principaux modèles féminin. Pour les femmes sunnite, Aïcha reste un modèle principalement pour son intelligence et sa transmission de hadiths.